# Cavaquinho

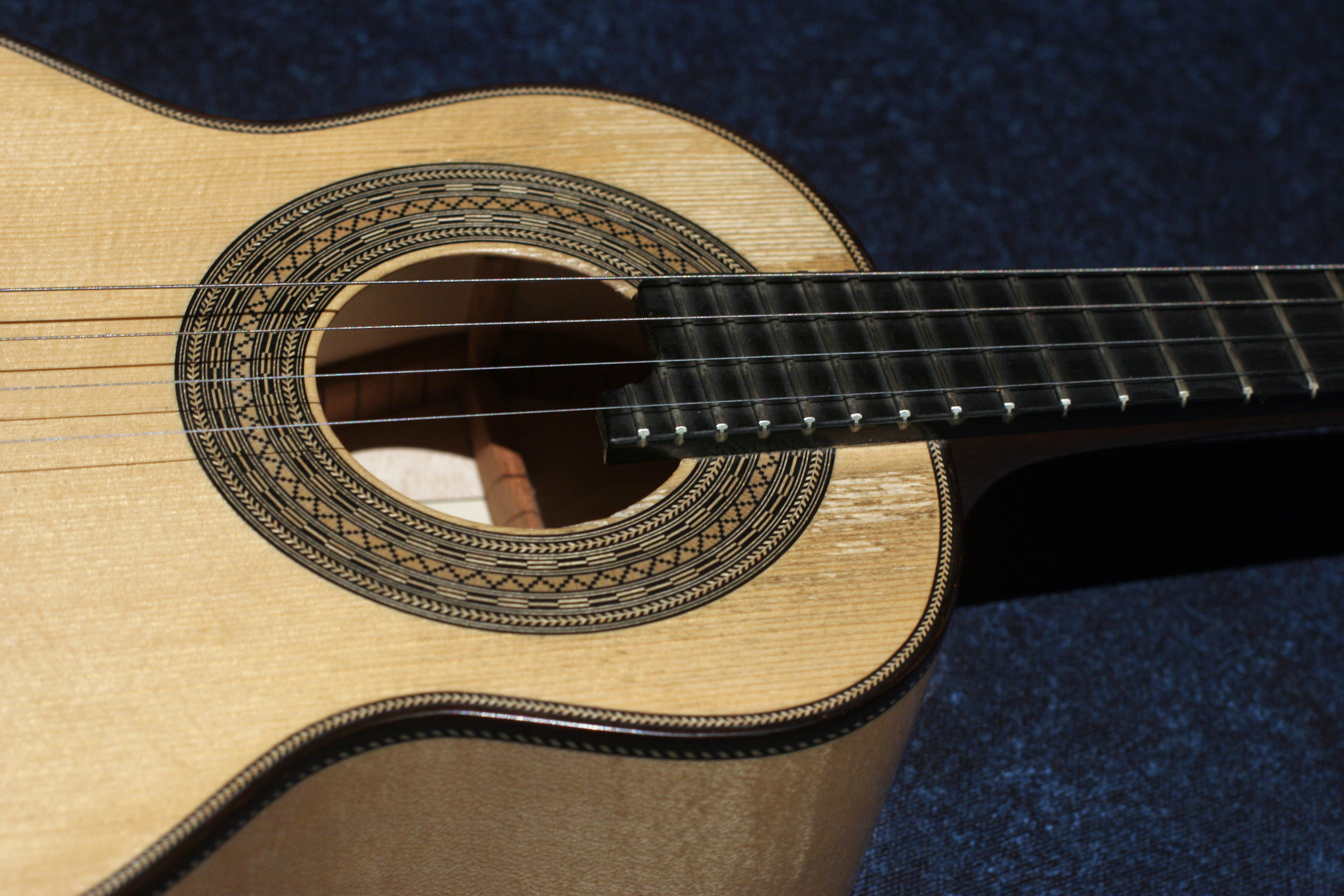
współczesne cavaquinho

Cavaquinho (z port.) – instrument strunowy z rodziny instrumentów szarpanych. Kształtem przypomina zmniejszoną gitarę, ma korpus wykonany z drewna i cztery struny. Na cavaquinho gra się za pomocą plektronu. Spotyka się dwa strojenia instrumentu: klasyczne (afinação tradicional): d'-g'-h'-d" oraz współczesne (afinação natural): d'-g'-h'-e".
Cavaquinho wywodzi się z Portugalii, a stamtąd poprzez Maderę, Azory, Republikę Zielonego Przylądka zawędrowało aż do Brazylii. Instrument jest spokrewniony z hawajskim ukulele.
W obecnych czasach największą popularnością cavaquinho cieszy się w muzyce brazylijskiej, szczególnie jako instrument harmoniczny w sambie i solowy w choro.
Najsławniejszym wirtuozem i kompozytorem na cavaquinho był Brazylijczyk Waldir Azevedo. Najbardziej znanym jego utworem jest „Brasileirinho”.